# Santa Maria Mater Carmeli delle Suore Carmelitane Missionarie
Santa Maria Mater Carmeli delle Suore Carmelitane Missionarie é uma capela conventual privada localizada na Via del Casaletto, 115, no bairro de Monteverde Nuovo do quartiere Gianicolense de Roma. É dedicada a Nossa Senhora do Carmo.

## História
A congregação das Irmãs Carmelitas Missionárias foi fundada pelo beato Francis Palau y Quer em Maiorca em 1861 e é uma das congregações terceiras das Carmelitas Descalças. A aprovação papal para sua internacionalização ocorreu em 1917 e o convento romano foi fundado na década de 1950 para ser a cúria-geral da ordem.
Sua capela está sendo utilizado como subsidiária da paróquia da Trasfigurazione di Nostro Signore Gesù Cristo juntamente com a vizinha Sacro Cuore di Gesù delle Suore Oblate del Sacro Cuore.

## Descrição
O complexo do convento tem a forma de um "H", com a capela ocupando uma extremidade de uma das pernas. A planta é baseada num octógono irregular ligeiramente alongado ao longo de seu eixo principal. Do lado oposto ao da entrada, no presbitério, está uma baixa torre octogonal ligeiramente mais alta que teto principal. A estrutura é em finos tijolos aparentes com alguns pontos reforçados com concreto armado, incluindo os beirais. As paredes laterais se abrem, cada uma delas, em um par de grandes janelas retangulares com a estrutura interior na forma de diversas paletas verticais de concreto. O teto principal é hexagonal (apesar da planta octogonal). 
A fachada está ligeiramente recuada a partir da linha da rua, com um portão de ferro na frente. As paredes diagonais são de tijolos aparentes lisos de alta qualidade, cada uma delas com um padrão formada por tijolos assentados verticalmente. A fachada principal de entrada é recuada e flanqueada por um par de curtas paredes diagonais. Sobre a entrada única está uma viga de concreto com uma fina cornija projetada à frente. Ela é suportada por dois pares de colunas de lajes de concreto encaixadas nas paredes diagonais em ângulos retos. Cada par está ao lado de uma fina janela com vitrais e as duas colunas interiores estão juntas da moldura da porta.
Sobre a viga está uma grande janela retangular com vitrais flanqueada por mais dois pares de colunas de lajes e mais duas finas janelas no mesmo estilo das que estão abaixo. Estes dois pares superiores sustentam uma continuação dos beirais de concreto das paredes laterais. Eles sustentam um dossel de concreto na linha do teto.